# أنيليمة اعتدالية
أنيليمة اعتدالية (الاسم العلمي:Aneilema aequinoctiale) هي نوع من النباتات تتبع جنس الأنيليمة من الفصيلة الوعلانية.